# 侍ダーリン
『侍ダーリン』（さむらいダーリン）は、春田ななによる日本の漫画作品。『りぼん』（集英社刊）2002年11月号から2003年1月号まで連載された。春田なな初連載作品。

## あらすじ
女子校に通う主人公亜実子は憧れの人のいる西高の文化祭に潜入する。しかしその人は彼女持ち。その後ひょんなことから出会ったのは侍姿の男の子だった。

## 登場人物
庄司 亜実子
主人公。高校生。16歳。
相良 刹
高校生。

## 書誌情報
- 春田なな 『侍ダーリン』 集英社 〈りぼんマスコットコミックス〉（全1巻）[1]
  1. 2003年6月15日第1刷発売 ISBN 4-08-856468-5